# Natalia Kovtun
Natalia Kovtun (Unión Soviética, 27 de mayo de 1964) fue una atleta soviética, especializada en la prueba de 4 x 100 m en la que llegó a ser subcampeona mundial en 1991.

## Carrera deportiva
En el Mundial de Tokio 1991 ganó la medalla de plata en los relevos 4 x 100 metros, con un tiempo de 42.20 segundos, llegando a meta tras Jamaica y por delante de Alemania, siendo sus compañeras de equipo: Galina Malchugina, Yelena Vinogradova y Irina Privalova.